# Drawn Together
Drawn Together kontroverzna je američka animirana serija koja govori o životima osmero najrazličitijih crtanih junaka smještenih da žive pod jednim krovom, u parodiji na reality emisije Big Brother i Stvaran svijet. Seriju je emitirala televizijska kuća Comedy Central, poznata po drugoj kontroverznoj crtanoj seriji South Park.

## O seriji
Comedy Central je prikazivao ovu seriju pod sloganom Prvi animirani reality show ikada.
Slično kao serija Prijatelji, Drawn together ima više glavnih likova i nitko nije ispred drugih. Svatko od tih osam junaka predstavlja lik iz neka oblasti iz svijeta animiranog filma, i humor u seriji se bazira na njihovim razlikama.
Serija je po svom sadržaju namjerena odrasloj publici zbog svog često eksplicitnog sadržaja koji uključuje psovanje, golotinju i nasilje; prilikom emitiranja na televiziji neki detalji su cenzurirani, dok DVD izdanja nemaju nikakvu cenzuru.
Epizode se često dotiču raznih tabu tema kao što su homoseksualnost, biseksualnost, masturbacija, incest, rasizam, homofobija, antisemitizam i druge. U mnogim epizodama se, kao gosti, pojavljuju likovi iz drugih animiranih serija i filmova, koji su nekad namjerno drugačije nacrtani ili zamagljenih lica zbog autorskih prava. Također, postoji dosta scena koje parodiraju neke poznate scene iz raznih filmova i serija.

## Likovi
- Princess Clara (Tara Strong) – parodija na Disneyjeve princeze. Naivna je, veoma religiozna, a često daje i rasističke izjave, više zbog toga što je tako odgajana u svojoj kraljevskoj obitelji, nego što zaista tako misli.

- Wooldoor Sockbat (James Arnold Taylor) - neobičan žuti stvor s krilima na glavi, velikim narančastim nosom i čarapama. On je predstavnik crtanih filmova s neobičnim stvorenjima kakve su Spužva Bob Skockani i Ren and Stimpey. Prilično otkačen ali u suštini dobronamjeran, Wooldor ima različite uloge tijekom serije – od nesnosnog stvora koji svima ide na živce, pa sve do uloge profesora ili psihijatra kada je to potrebno.

- Foxxy Love (Cree Summer) – tamnoputa djevojka, prepoznatljiva po oskudnom odijevanju, britkom jeziku, promiskuitetnosti, kao i po kačketu s lisičinim ušima i lisičinim repom (zbog imena koje dolazi od engleske riječi fox, što znači „lisica“). Po zanimanju je glazbenica i pjevačica misterija. Po prirodi je drska ali razborita. Wooldoor je jednom prilikom za nju rekao da je "jedina u kući koja nije kompletno retardirana".

- Toot Braunstein (Tara Strong) – seks simbol animiranih filmova iz '20-ih, nacrtana u crno-bijeloj tehnici. Njen lik je parodija na crtane junake iz tog vremena, prvenstveno Betty Boop. Tijekom vremena nije ostarjela, ali se udebljala. Ima veoma dobar apetit i u stanju je da, osim hrane, jede i mnoge druge stvari, kao što su televizor, mobilni telefon ili čak druge ljude, pa i svoje ukućane.

- Ling-Ling (Abbey McBride) – azijsko borbeno stvorenje. Izgledom nalikuje na Pikachua iz Pokemona, s tom razlikom da je narančaste boje. On govori iskvarenim japanskim jezikom, za koji su gotovo uvijek dati engleski titlovi. Za njegov lik su vezani mnogi motivi iz japanskih anime crtanih filmova. Najveća okupacija su mu borba protiv drugih čudovišta.

- Xandir (Jack Plontick) – junak iz videoigara. Njegov je lik najviše inspiriran Linkom iz igre Zelda. Na početku serije je stalno ponavljao kako je u  beskrajnoj potrazi da spasi svoju djevojku; međutim, ubrzo se ispostavilo da je on u stvari gej. Kao takav, on, osim junaka videoigara, predstavlja većinu gej stereotipa.

- Spanky Ham (Adam Carolla) – svinja koji je predstavnik tzv. internet flash animiranih filmova. On je stručnjak za toaletni humor i većina humora vezanog za njegov lik je ovog karaktera.

- Captain Hero (Jess Harnell)- parodija na super junake iz američkih stripova, prvenstveno Supermana. Posjeduje neke super moći kao što su mogućnost letenja i rendgenski vid, ali u suštini je nesposoban i ograničen.

## Zanimljivosti o glumačkoj ekipi
- Iako u seriji postoji osmero glavnih likova, ljudi koji im daju glasove ima sedam. To je zato što Tara Strong daje glas dvjema junakinjama – Princess Clari i Toot.
- Adam Carolla je jedini od njih sedmero kome posuđivanje glasa crtanim likovima nije posao. Dok se ostalo šestero isključivo bave time, Adam je svoju karijeru izgradio kao glumac i voditelj radio emisije Adam Carolla show. Posuđivanje glasa mu je tek jedna od oblasti kojima se bavi.
- Ling-Lingu, koji je muško, glas daje žena, Abbey McBride.
- Jack Plontick, koji daje glas homoseksualcu Xandiru, i sam je homoseksualac.
- Tara Strong i Cree Summer se poznaju od djetinjstva i surađivale su u mnogim projektima, dajući glasove likovima u brojnim animiranim filmovima i serijama, uglavnom dječjim. Drawn together je jedna od rijetkih serija za odrasle u kojoj one daju glasove.

## Budući planovi
Nakon tri sezone i 38 epizoda, priopćeno je da je serija prekinuta. Međutim, postojala su nagađanja da je četvrta sezona u planu, ali to nikad nije potvrđeno. Ipak, ono što se pouzdano zna jest da se radi na dugometražnom filmu baziranom na seriji, koji bi se trebao pojaviti ožujku 2010. godine.

## Vanjske poveznice
- Službena stranica Comedy Central-a  Arhivirana inačica izvorne stranice od 13. travnja 2006. (Wayback Machine)
- Drawn Together u internetskoj bazi filmova IMDb-a